# Iwan Knorr
Iwan Knorr   (Gniew, 3 de gener de 1853 - Frankfurt del Main, 22 de gener de 1916) (pseudònim: I. O. Armand) fou un compositor i professor de música alemany.

## Biografia
Ivan Knorr va arribar a Rússia amb els seus pares quan tenia quatre anys. El pare de Knorr, Armand Knorr, era un fotògraf professional i es va traslladar de Riga a Leipzig cap al 1867 quan Iwan tenia 15 anys i ja era estudiant de secundària. Ivan va rebre les seves primeres lliçons de piano de la seva mare.
Al Conservatori de Leipzig va ser alumne d'Ignaz Moscheles, Ernst Friedrich Richter i Carl Reinecke, a qui està dedicat el seu opus 1 -les variacions en trio compostes el 1873-. Els seus altres professors van ser Salomon Jadassohn, Oscar Paul, Theodor Coccius i Robert Papperitz. Entre els seus companys hi havia aquells que també s'havien fet coneguts en el món de la música: Hermann Kretzschmar, Paul Klengel, Edmund Röthlisberger i Karl Muck, considerat el millor pianista del Conservatori de Leipzig en aquell moment.
El 1874 Knorr va ser emprada com a professora de música a l'Institut Imperial de Dones de Kharkov. El 1878, a més d'aquesta activitat, va ser nomenat cap d'instrucció teòrica al departament de Kharkov de la Societat Imperial de Música Russa. Des de Kharkov passava dos mesos cada estiu a Alemanya per visitar els seus familiars. El 1877 va enviar variacions orquestrals d'una cançó popular ucraïnesa a Johannes Brahms a Viena "amb una petició d'un judici honest". La resposta de Brahms..."En qualsevol cas, és gratificant per tots els costats que es pugui esperar el millor del seu creador" va ser, per descomptat, la força impulsora més forta de Knorr per a més composicions. Ara va continuar creant amb diligència, inclòs un quintet de piano, que també va enviar a Brahms amb les esmentades variacions i fuga sobre una cançó popular russa, que va respondre immediatament i no es va retenir amb consells benèvols. (El quintet va ser reelaborat posteriorment en un quartet a Frankfurt, probablement sobre la base d'una carta de Brahms, i publicat en aquesta versió com a opus 3.) A finals de desembre de 1882, Brahms va organitzar que les variacions s'interpretarien sota la direcció de Friedrich Hegar, a Zuric i va assistir personalment a tots els assajos. L'únic desig de Knorr ara era venir a Alemanya. Brahms el va recolzar recomanant el jove artista als seus amics: Franz Stockhausen a Estrasburg, Franz Wüllner a Dresden i Bernhard Scholz, que aleshores estava a punt de traslladar-se de Breslau a Frankfurt.
El 1883 Knorr es va convertir en professor de piano al Conservatori Hoch de Frankfurt del Main amb Bernhard Scholz. Això va marcar l'inici del segon període de la seva vida, en el qual va poder desenvolupar-se fins a la maduresa com a artista creatiu i professor -ja no en un país estranger i en solitud- sinó en contacte i intercanvi vius amb artistes com Bernhard Scholz, Clara Schumann, Lazzaro Uzielli, Ernst Engesser, Fritz Bassermann i molts altres. El nombre d'alumnes del Conservatori el curs passat 1884/85 va ser de: 127 dones i 62 homes = en total 189. Al seminari associat al Conservatori van assistir: 6 nois i 16 noies. A partir de 1888 es va fer càrrec de l'assignatura de composició lliure a més de la teoria i la història de la música. El 1895 va ser nomenat professor reial. Quan Scholz va renunciar al seu càrrec de director el 1908, Knorr es va convertir en el seu successor.
Knorr va fundar sota el protectorat S. Kgl. Altesa del Landgrave de Hesse l'any 1908 l'Associació de Patronat per al suport dels escolars indigents.
El 1880 Knorr es va casar amb Marie von Schidlowsky a Kharkov.

En una carta de setembre de 1907 a un músic conegut, Knorr rebutja els seus atacs injusts contra l'endarreriment dels directors de conservatori alemanys de la següent manera:
| « | He dit als meus alumnes de manera explícita tantes coses que els vaig ensenyar: són regles que has de seguir quan ets menor d'edat, són crosses que suporten el coix però que ell llença precipitadament quan es cura. Fes-te camí cap al pensament i el sentiment independents, i quan hagi arribat a això, infringeix totes les regles i el teu professor! […] M'agradaria dir que he format alumnes en tots els rangs de preus, des dels filisteus endurits fins a gent com Hans Pfitzner i el brillant revolucionari Cyrill Scott. M'he pres la molèstia de respectar l'individu i he tingut cura de no imposar-li el meu gust i la meva direcció, i només he procurat proporcionar-li la tècnica més perfecta possible, l'espasa que hauria d'esgrimir en la baralla. Cap mestre dona coratge i força per guanyar, sinó només un Déu! | » |

## Obres (selecció)
En el seu obituari, Moritz Bauer divideix l'obra de Knorr en tres períodes
- 1873-1889: L'època a Kharkov i la primera vegada a Frankfurt va des del primer trio fins a les cançons d'amor ucraïneses. Aquest període afavoreix la música de cambra i és extraordinàriament prolífic.
- 1890 fins al voltant de 1904: Es caracteritza per l'esforç per la composició orquestral en un gran estil, especialment en la forma de la suite, i troba el seu clímax en l'Escena Maria, la Fantasia simfònica, la Fada Ogliana, la Suite en si bemoll major i s'estén. fins al moment en què la primera òpera dins.
- del 1905 al 1916 va incloure les obres principals de la Marien-Legend, l'òpera segona i la passacaglia i fuga per a gran orquestra.

Els números de l'opus no es corresponen amb la cronologia de la composició.
- Variacions sobre un tema de Robert Schumann per a Trio amb piano, Op. 1
- Quartet amb piano en mi bemoll major, op. 3
- Cançons d'amor ucraïneses per a quartet vocal i acompanyament de piano, op. 5
- Variacions sobre una cançó popular ucraïnesa per a orquestra, op. 7 (publicat per Breitkopf & Härtel, 1891)
- Variacions sobre una cançó popular russa per a duo de piano, op. 8
- 8 cançons per a cor mixt, op.11
- Fantasia simfònica, Op. 12, 1899
- Serenata en sol major per a orquestra, op.17
- Dunja, òpera, 2 actes, op. 18 (primera representació 1904 a Koblenz)
- 20 estudis progressius fàcils...per a piano op.19 (Frankfurt: B. Firnberg, 1904)
- Suite per a orquestra d'Ucraïna, Op. 20
- Die Hochzeit, òpera (1907 a Praga)
- Durchs Fenster, òpera, 1 acte (1908 a Karlsruhe)

## Publicacions
- Tschaikowsky, Berlin 1900
- Aufgaben für den Unterricht in der Harmonielehre: für die Schüler des Dr. Hoch’schen Konservatoriums in Frankfurt/Main. Zusammengestellt von Iwan Knorr, 7. Auflage, Breitkopf & Härtel, Leipzig 1903; archive.org
- Lehrbuch der Fugenkomposition. Breitkopf & Härtel, Leipzig 1911; archive.org
- Die Fugen des wohltemperierten Klaviers von Jh. Seb. Bach in bildlicher Darstellung. Breitkopf & Härtel, Leipzig 1912; bei der Uni Rochester
- Iwan Knorr, Hugo Riemann, Josef Sittard: Johannes Brahms, Symphonien und andere Orchesterwerke Meisterführer Nr. 3. Schlesinger’sche Buch- und Musikhandlung, Berlin; archive.org

## Estudiants (selecció)
- Ernest Bloch
- Walter Braunfels
- Clemens von Franckenstein
- Carl Friedberg
- Oskar Fried
- Harry B. Gardiner
- Hans Jelmoli
- Walther Lampe
- Frank Limbert
- Norman O’Neill
- Paul Ottenheimer
- Hans Pfitzner
- Roger Quilter
- Johanna Renk
- Willy Renner
- Cyril Scott
- Bernhard Sekles
- Ernst Toch
- Hermann Zilcher